# Умова конуса
У математиці умова конуса — властивість, яку може задовольняти підмножина евклідового простору. Неформально це вимагає, щоб для кожної точки підмножини конус із вершиною в цій точці містився в самій підмножині, отже, підмножина є «неплоскою».

## Формальні визначення
Кажуть, що відкрита підмножина {\displaystyle S} евклідового простору {\displaystyle E} задовольняє слабку умову конуса, якщо для всіх {\displaystyle {\boldsymbol {x}}\in S}, конус {\displaystyle {\boldsymbol {x}}+V_{{\boldsymbol {e}}({\boldsymbol {x}}),\,h}} міститься в {\displaystyle S}. Тут {\displaystyle V_{{\boldsymbol {e}}({\boldsymbol {x}}),h}} — конус із вершиною в початку координат, постійним розкривом, віссю, заданою вектором {\displaystyle {\boldsymbol {e}}({\boldsymbol {x}})}, і висотою {\displaystyle h\geq 0}.
{\displaystyle S} задовольняє сильну умову конуса, якщо існує відкрите покриття {\displaystyle \{S_{k}\}} з {\displaystyle {\overline {S}}} таке, що для кожного {\displaystyle {\boldsymbol {x}}\in {\overline {S}}\cap S_{k}} існує такий конус, що {\displaystyle {\boldsymbol {x}}+V_{{\boldsymbol {e}}({\boldsymbol {x}}),\,h}\in S}.